# Pięciobój zimowy na Zimowych Igrzyskach Olimpijskich 1948
Zawody pięcioboju zimowego podczas Zimowych Igrzysk Olimpijskich 1948 w szwajcarskim Sankt Moritz rozgrywane były od 31 stycznia do 4 lutego 1948 roku. Zawodnicy rywalizowali w biegu narciarskim, strzelaniu z pistoletu 4 x 5 strzałów/25 metrów, zjeździe narciarskim, szermierce i jeździe konnej. Zawody te były dyscypliną pokazową na tych igrzyskach. Startowali wyłącznie mężczyźni, wszystkie miejsca na podium zajęli Szwedzi.

## Wyniki
| Pozycja | Zawodnik           | Reprezentacja   | Punkty |
| ------- | ------------------ | --------------- | ------ |
|         | Gustaf Lindh       | Szwecja         | 14     |
|         | William Grut       | Szwecja         | 15     |
|         | Bertil Haase       | Szwecja         | 17     |
| 4       | Vincenzo Somazzi   | Szwajcaria      | 25     |
| 5       | Hans Rumpf         | Szwajcaria      | 26     |
| 6       | Derek Allhusen     | Wielka Brytania | 44     |
| 7       | Peter Grießler     | Austria         | 45     |
| 8       | Hans Schriber      | Szwajcaria      | 45     |
| 9       | John Walker        | Wielka Brytania | 47     |
| 10      | Percy Legard       | Wielka Brytania | 18     |
| 11      | Maurice Willoughby | Wielka Brytania | 54     |
| DNF     | Claes Egnell       | Szwecja         | -      |
| DNF     | Viktor Platan      | Finlandia       | -      |
| DNF     | Josef Vollmeier    | Szwajcaria      | -      |